# Euploidia
Euploidia é o termo referente à presença, em uma célula ou organismo, de um múltiplo exato do número haploide (n) de cromossomos esperado.  Quando há mais que dois pares de cada cromossomo (ou seja, 3n ou mais) o organismo é considerado poliploide.
O estado natural euploide varia entre organismos, sendo que mamíferos adultos são, comumente, diploides (2n). 